# Jatropha tenuicaulis
Jatropha tenuicaulis là một loài thực vật có hoa trong họ Đại kích. Loài này được Thulin mô tả khoa học đầu tiên năm 1991.